# Alliopsis pilitarsis
Alliopsis pilitarsis este o specie de muște din genul Alliopsis, familia Anthomyiidae. A fost descrisă pentru prima dată de Stein în anul 1900. Conform Catalogue of Life specia Alliopsis pilitarsis nu are subspecii cunoscute.